# Route nationale 321
Pour les articles homonymes, voir Route 321.
La route nationale 321, ou RN 321, était une route nationale française reliant Forges-les-Eaux à Elbeuf.
À la suite de la réforme de 1972, elle a été déclassée en RD 921 en Seine-Maritime et en RD 321 dans l'Eure.
Le pont sur la Seine et l'Eure, entre Igoville et Pont-de-l'Arche, était en commun avec la RN 182 qui fut renumérotée RN 13BIS en 1952 puis RN 15. À la suite du décret du 5 décembre 2005, cette section a été déclassée en RD 6015.
Après la réforme de la numérotation des routes nationales, le nom de RN 321 fut réaffecté à l'ancienne RN 311A qui reliait Carrières-sur-Seine et Le Chesnay. Cette seconde carrière fut, elle aussi, temporaire puisque, quelques années plus tard, la nouvelle RN 321 fut déclassée en RD 321.
Le tracé de la dernière RN 321 est consultable à la page de la RN 311A.

## De Forges-les-Eaux à Elbeuf-sur-Seine

### De Forges-les-Eaux à Fleury-sur-Andelle (D 921 & D 321)
- Forges-les-Eaux D 921 (km 0)
- Saint-Samson, commune de La Ferté-Saint-Samson (km 5)
- Argueil (km 9)
- Fry (km 11)
- Le Mesnil-Lieubray (km 12)
- Nolléval (km 16)
- La Feuillie D 921 (km 21)
- Le Tronquay D 321 (km 26)
- Lyons-la-Forêt (km 30)
- Rosay-sur-Lieure (km 35)
- Ménesqueville (km 38)
- Charleval (km 40)
- Fleury-sur-Andelle D 321 (km 42)

### De Fleury-sur-Andelle à Elbeuf-sur-Seine (D 321, D 6015 & D 921)
- Fleury-sur-Andelle D 321 (km 42)
- Radepont (km 44)
- Douville-sur-Andelle (km 47)
- Pont-Saint-Pierre (km 49)
- Romilly-sur-Andelle D 321 (km 51)
- Alizay D 6015 (km 56)
- Pont-de-l'Arche D 321 (km 60)
- Criquebeuf-sur-Seine (km 65)
- Martot D 321 (km 67)
- Saint-Pierre-lès-Elbeuf D 921 (km 69)
- Caudebec-lès-Elbeuf (km 71)
- Elbeuf D 921 (km 72)